# 科泰奇格羅夫 (伊利諾伊州)
科泰奇格羅夫（英語：Cottage Grove）是位於美國伊利諾伊州薩林縣的一個非建制地區。該地的面積和人口皆未知。

## 地理
科泰奇格羅夫的座標為37°44′53″N 88°24′38″W / 37.74806°N 88.41056°W，而該地的平均海拔高度為131米（即430英尺）。